# خط ۴ انتقال آب از دریای عمان به شرق ایران
مسیر شماره ۴ انتقال آب دریا به فلات مرکزی ایران، شامل نمک زدایی و انتقال آب از سواحل چابهار به استان های شرقی کشور (سیستان و بلوچستان، خراسان جنوبی و خراسان رضوی) در سه فاز کلی مجموعا برای انتقال آب به حجم ۸۰۰ میلیون متر مکعب در سال با خط لوله‌ای به طول ۱۷۹۲ کیلومتر مسیر اصلی و فرعی به مناطق متقاضی‌‌ برای این آب است.
ظرفیت نهایی انتقال آب خط لوله نصب شده در این طرح ۲.۴ میلیارد متر مکعب آب در سال با ۱۵ ایستگاه پمپاژ آب تا هد نهایی پمپاژ آب ۵۶۷۰ متر است. هزینه فاز اول و دوم این طرح برای انتقال آب ۸۰۰ میلیون متر مکعب، ۱۶۱ هزار میلیارد تومان (۳.۲ میلیارد دلار) برآورد شده است.
تاسیسات نمک زدایی و انتقال آب این طرح تاکنون برای پمپاژ ۱ میلیارد متر مکعب‌ آب شیرین سازی شده از دریای عمان طراحی شده اند.

## اهداف
هدف از اجرای پروژه، انتقال آب شیرین سازی شده دریای عمان به سه استان‌ سیستان و بلوچستان، خراسان جنوبی و خراسان رضوی در شرق ایران که با راهبری شرکت ایمیدرو و شرکت‌های بزرگ صنایع معدنی فعال در منطقه عملیاتی می‌شود. حجم آب انتقال یافته در طرح در حال اجرا ۸۰۰ میلیون متر مکعب در سال است.
مطالعات فنی و اقتصادی انجام شده نشان می‌دهد انتقال آب شیرین شده از دریای عمان و خلیج فارس به مجتمع‌های معدنی و صنایع فرآوری این محصولات معدنی در جنوب شرق ایران اقتصادی تر از انتقال ماده معدنی به سواحل خلیج فارس و دریای عمان است.

## هزینه طرح
هزینه اجرای کامل این خط انتقال آب تا مشهد در سال ۱۳۹۷ حدود ۴ میلیارد دلار تخمین زده شده‌ و مقرر شده بود ۷۵٪ از منابع مالی از طریق تسهیلات صندوق توسعه ملی تأمین مالی شود و تنها ۲۵٪ از هزینه این پروژه به عهده بخش خصوصی باشد.
قیمت تمام شده آب در هر نقطه از خط طبق برآورد سال ۱۳۹۷:
| نقطه تحویل آب | قیمت آب (دلار بر متر مکعب) |
| ------------- | -------------------------- |
| چابهار        | ۰٫۸                        |
| زاهدان        | ۱٫۹                        |
| بیرجند        | ۲٫۶                        |
| مشهد          | ۳٫۲                        |

مدیر عامل شرکت آب منطقه ای خراسان رضوی در اسفند ۱۴۰۱ هزینه کل اجرای پروژه انتقال آب از دریای عمان به شرق کشور را ۳.۹ میلیارد دلار و هزینه انتقال هر متر مکعب آب به مشهد ۲.۹ یورو است.‌ در مرداد ماه سال ۱۴۰۲ عباس علی‌آبادی، وزیر صمت از سرمایه‌گذاری ۱۶۰ هزار میلیارد تومان (۳٫۲ میلیارد دلار) برای این طرح خبر داد که تا این تاریخ ۱۲٪ پیشرفت فیزیکی داشته‌است.

## تاریخچه
در ابتدا مطالعه‌ای جامع برای بررسی نیازهای آبی سه استان سیستان و بلوچستان، خراسان رضوی و خراسان جنوبی صورت گرفت که نشان داد این سه استان برای پیشبرد صنایع، خدمات و شرب به میزان ۹۰۰ میلیون متر مکعب در سال کمبود آب دارند. با توجه به محدودیتی که دولت در تأمین اعتبار طرح‌های عمرانی داشت، در ابتدای طرح‌های انتقال آب دریا به فلات مرکزی مجموعه ای از شرکت‌های بزرگ صنعتی، فولادی و معدنی، با حمایت وزارت صمت مجموعه سرمایه‌گذاری‌ای به نام ایمواسکو تأسیس کردند که وظیفه‌اش تأمین آب صنایع و معادن شرق ایران است. این مجموعه عملیات اجرایی فاز یک از خط ۴ انتقال آب از دریای عمان به شرق کشور را بر عهده دارد.

### ۳٫۱ انتقال آب به خراسان جنوبی و رضوی از دریای عمان یا دهانه خلیج فارس؟
دو طرح برای انتقال آب دریا به استان خراسان جنوبی و رضوی طراحی شده بود که اولی از دهانه خلیج فارس و تنگه هرمز در ساحل سیریک و دومی از غرب چابهار در دریای عمان بود. از آنجا که فاصله استان خراسان جنوبی و رضوی تا تنگه هرمز و کارخانه تصفیه آب سیریک کوتاه‌تر از مسیر انتقال از چابهار تا این استان‌ها بود، در ابتدا طرح انتقال آب به این دو استان با استفاده از آب ساحل سیریک دنبال شد.
در سال ۱۳۹۹ رئیس‌جمهور خبر از انتقال آب به خراسان جنوبی و رضوی از طریق دهانه خلیج فارس را داد.
در بهمن ماه همین سال مدیرعامل آب منطقه‌ای استان خراسان رضوی بیان کرد که طول خط لوله انتقال آب از خلیج‌فارس به مشهد حدود ۶۰ کیلومتر کوتاه‌تر از خط لوله انتقال آب از دریای عمان است. مزیت دیگری که پروژه انتقال آب خلیج‌فارس بر دریای عمان دارد این است که زمین محل ایجاد تصفیه‌خانه آماده است و سایت پروژه بر مبنای شیرین سازی سالانه ۵۰۰ میلیون مترمکعب طراحی‌شده‌است. از سوی دیگر خط انتقال پساب این پروژه (خلیج‌فارس) نیز اجراشده است. همچنین حدود ۳۰۵ کیلومتر از این پروژه افتتاح‌شده‌است و بیش از ۲۰۰ کیلومتر دیگر آن نیز به‌زودی افتتاح خواهد شد. علاوه بر این مسیر انرژی و برق این پروژه نیز اجراشده است.
از مضرات انتقال از دهانه خلیج فارس، مقدار شوری بالاتر آب در دهانه تنگه هرمز در مقایسه با ساحل چابهار و صرف انرژی بیشتر برای تصفیه آب است.
۳٫۱٫۱ انتقال آب به خراسان‌ها از دهانه خلیج فارس
محمد علایی، مدیر عامل شرکت آب منطقه ای خراسان رضوی در مصاحبه‌ای به تاریخ ۶ تیر سال ۱۴۰۰ گفت: «ابتدا قرار بود طرح انتقال آب از دریا به مشهد از دریای عمان توسط کنسرسیوم و شرکتی با عنوان تابش اجرایی شود اما بنا به تاکیدات رزم حسینی، استاندار سابق خراسان رضوی، مقرر شد انتقال آب به مشهد از‌ (دهانه) خلیج فارس انجام شود.» اطلاعات این طرح در اختیار مهندسین مشاور قرار گرفت. (که بعداً آنها تشخصی دادند انتقال از دریای عمان سهل‌تر است)

##### ۳٫۱٫۲ اولویت، انتقال آب از دریای عمان برای خراسان جنوبی و رضوی قرار گرفت
علیرضا عباس‌زاده، معاون هماهنگی امور عمرانی استاندار خراسان جنوبی در مرداد ۱۴۰۲ بیان کرد که برای استان خراسان جنوبی از دو طرح انتقال آب به استان، طرح انتقال از دریای عمان به دلیل توپوگرافی و شیوه اجرای پروژه اجرایی تر تشخیص داده شده‌است. یکی از مشکلات در بحث انتقال آب از خلیج فارس این بوده که خط انتقال باید از منطقه سنگی کوهستانی عبور کند که سه تا چهار سال پروژه را به تعویق می‌اندازد، بنابراین برآورد مشاوران این بود که انتقال آب از دریای عمان سهل‌الوصول تر بوده و دریای عمان چون به آب‌های آزاد منتهی می‌شود بحث غلظت املاح آب و مباحث زیست‌محیطی بر آن مترتب نیست بنابراین اولویت کشور این شد که تأمین آب مناطق شرق کشور از خط انتقال آب از دریای عمان انجام گیرد.

## مشخصات
در مطالعات مرحله اول پروژه تأمین و انتقال آب به سه استان‌های شرق ایران از دریای عمان، مشخصات طرح به صورت زیر ذکر شده بود که طرح شامل ۳ فاز است و در نهایت برای تأمین آب سه استان شرقی کشور تا افق سال ۱۴۲۰، ۲۵۰ میلیون متر مکعب آب برای استان سیستان و بلوچستان، ۱۸۰ میلیون متر مکعب آب برای استان خراسان جنوبی و ۱۱۰ میلیون متر مکعب آب برای استان خراسان رضوی تأمین می‌شود.‌‌ در مراحل بعد مسئولان و شرکت ساخت‌ تاسیسات‌‌ نمک زدایی آب دریای عمان برای انتقال آب از طریق این خط لوله اعداد بزرگتری برای انتقال آب از طریق این خط لوله اعلام کردند.
| نام پروژه       | طرح تأمین و انتقال آب شرب و صنعت استان‌های شرق کشور از دریای عمان |
| کارفرمای مطالعه | شرکت آب منطقه ای استان خراسان رضوی، به نمایندگی از ۳ استان شرقی  |
| مشاور           | شرکت مهندس مشاور طوس آب                                          |

| تأسیسات آبگیر و واحد نمک زدایی |                                                |
| مکان                           | شرق چابهار/ محدوده روستای رمین                 |
| ظرفیت واحد نمک زدایی           | ۸۰۰/۰۰۰ متر مکعب در روز                        |
| ظرفیت آبگیر                    | ۳/۵ میلیون متر مکعب در روز                     |
| تعداد مدول                     | ۸ مدول هر کدام با ظرفیت ۱۰۰/۰۰۰متر مکعب در روز |
| تکنولوژی مورد استفاده          | پیش تصفیه، اسمز معکوس و تصفیه نهایی            |
| نوع آبگیر                      | آبگیری از عمق با لوله گذاری در دریا            |
| توان مورد نیاز                 | هر مدول ۲۰ مگا وات                             |

| تأمین انرژی |
| نیروگاه‌های محدوده چابهار: ۲ واحد نیروگاهی هر کدام به ظرفیت ۱۶۰ مگاوات جهت تأمین مصارف نمک زدایی و ایستگاه‌های پمپاژ ابتدای خط انتقال |
| نیروگاه‌های مسیر خط انتقال: ۲ واحد نیروگاهی هر کدام به ظرفیت ۱۶۰ مگاوات جهت تأمین انرژی مورد نیاز ایستگاه‌های پمپاژ مسیر خط انتقال    |

| مشخصات خط انتقال                          |                                           |                          |                           |                        |
| شرح                                       | واحد                                      | قطعه اول (چابهار-زاهدان) | قطعه دوم (زاهدان -بیرجند) | قطعه سوم (بیرجند-مشهد) |
| طول خط انتقال                             | کیلومتر                                   | ۵۸۰                      | ۴۷۰                       | ۴۵۰                    |
| طول خط انتقال                             | کیلومتر                                   | ۱۵۰۰                     |                           |                        |
| قطر خط انتقال                             | میلی‌متر                                   | ۲۲۰۰                     | ۱۸۰۰                      | ۱۶۰۰                   |
| جنس خط انتقال                             | -                                         | فولاد-فایبرگلاس          | فولاد-فایبرگلاس           | فولاد-فایبرگلاس        |
| ظرفیت خط انتقال                           | میلیون متر مکعب در سال                    | ۲۵۰                      | ۱۸۰                       | ۱۱۰                    |
| ظرفیت خط انتقال                           | متر مکعب در ثانیه                         | ۸/۶                      | ۶/۲                       | ۳/۸                    |
| تعداد ایستگاه پمپاژ                       | عدد                                       | ۹                        | ۹                         | ۳                      |
| تعداد ایستگاه پمپاژ                       | عدد                                       | ۱۷                       |                           |                        |
| توان مورد نیاز                            | مگا وات                                   | ۳۱۰                      | ۱۳۰                       | ۴۰                     |
| توان مورد نیاز                            | مگا وات                                   | ۴۸۰                      |                           |                        |
| حداکثر ارتفاع مسیر از سطح دریا در هر قطعه | حداکثر ارتفاع مسیر از سطح دریا در هر قطعه | ۱۸۵۰                     | ۱۹۵۰                      | ۲۰۰۰                   |

میزان آب منتقل شده طبق این مطالعات ۵۵۰ میلیون متر مکعب خواهد بود.
به گفته مجری طرح، در مطالعات اولیه طول مسیر خط ۴ برابر ۱۵۱۲ کیلومتر و اعتبار پیش‌بینی‌شده برای اجرای طرح ١٠٠ هزار میلیارد تومان بود که با مهندسی ارزش و پیش‌بینی تونل‌های حفاری در مسیر انتقال، طول خط لوله طرح (تا مشهد) از ۱۵۱۲ کیلومتر به ۱۳۵۰ کیلومتر تقلیل یافت که این موضوع منجر به کاهش هزینه‌ها تا سقف ۸۵ هزار میلیارد تومان شده است. (۱۵٪ کاهش هزینه اولیه) در نهایت مسیر خط لوله انتقال آب در مسیری به طول ۱۳۴۲ کیلومتر تثبیت شد.